# Frank Vanhecke

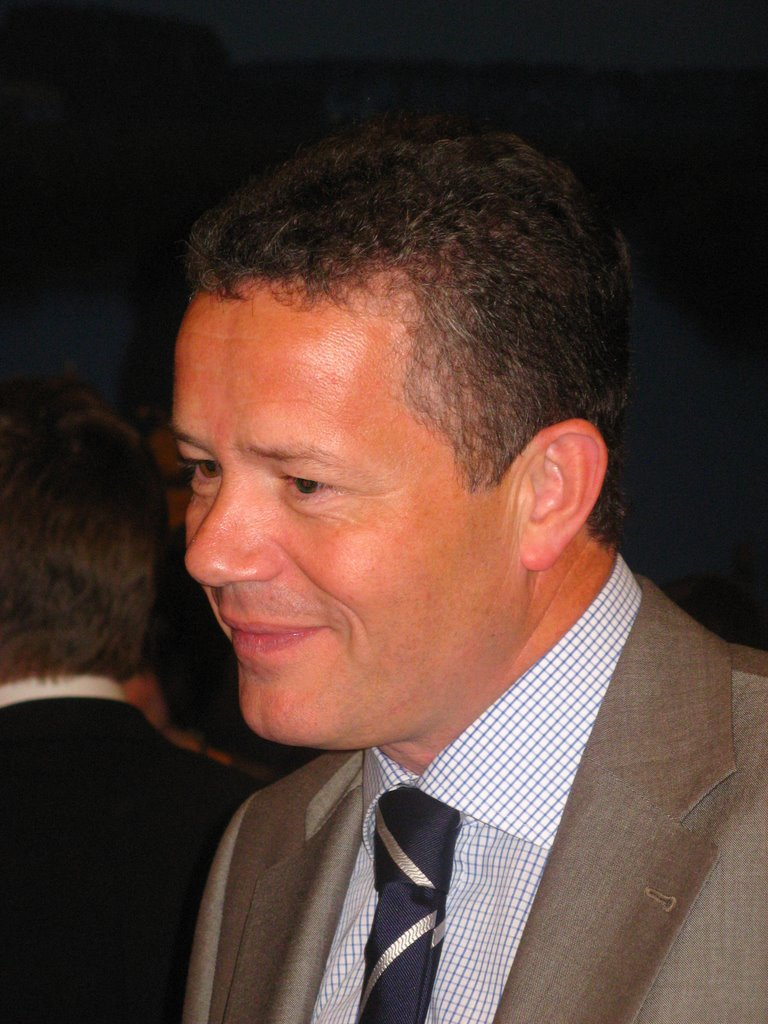
Frank Vanhecke

Frank Vanhecke (* 30. Mai 1959 in Brügge) ist ein rechtsgerichteter belgischer Politiker.

## Leben
Vanheckes politische Karriere fing mit einer Mitgliedschaft im Jong Studentenverbond und später in der Nationalistische Studentenvereniging (Nationalistischer Studentenverein) an. 1977 trat er aus der Volksunie aus und wurde Mitglied der Vlaams Nationale Partij, einer Vorgängerpartei des Vlaams Blok.
Er war ab 1996 Vorsitzender des Vlaams Blok und seit 2004 Vorsitzender der Nachfolgepartei Vlaams Belang. Der Vlaams Blok wurde durch ein Urteil des Obersten Gerichtshofs Belgiens vom November 2004 als separatistisch, fremdenfeindlich und rassistisch eingestuft und löste sich deshalb auf.
Vanhecke war Mitglied des 4., des 6. und des 7. Europäischen Parlaments. Im Januar 2007 trat er der neu gegründeten Rechtsaußen-Fraktion "Identität, Tradition, Souveränität" bei, die im November 2007 aufgelöst wurde. Am 11. Juli 2011 verließ Vanhecke den Vlaams Belang. Im November 2011 trat er der Fraktion Europa der Freiheit und der Demokratie bei.
In der Periode 2009 bis 2014 war Vanhecke Mitglied im Entwicklungsausschuss, im Unterausschuss Menschenrechte und in der Delegation für die Beziehungen zu Australien und Neuseeland. Als Stellvertreter war er im Haushaltskontrollausschuss und in der Delegation in der Paritätischen Parlamentarischen Versammlung AKP-EU.